# Laila Freivalds

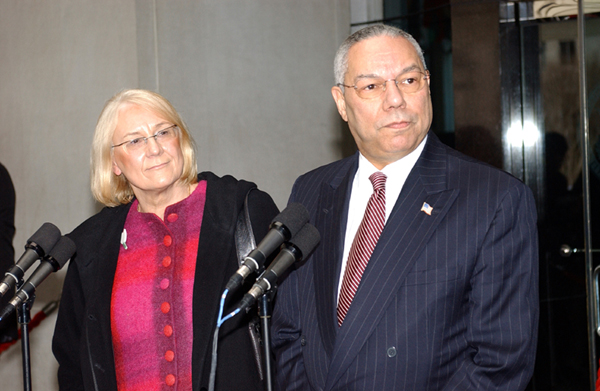
Laila Freivalds (t.v.) med USA:s dåvarande utrikesminister Colin Powell, den 17 februari 2004.

Laila Ligita Freivalds, född 22 juni 1942 i Riga, är en svensk socialdemokratisk politiker och jurist. Hon var justitieminister 1988–1991 och 1994–2000 samt utrikesminister 2003–2006.

## Uppväxt och utbildning
Freivalds föddes i Riga, som då tillhörde Rikskommissariatet Ostland (det tyskockuperade Lettland) under andra världskriget. Hon är dotter till författaren Osvalds Freivalds och bibliotekarien Laima Kreicbergs. Familjen flydde hemlandet under kriget och hamnade i ett tyskt flyktingläger. 1947 kom hon, tillsammans med sin mor och syskon, till Landskrona i Sverige.
Freivalds avlade juris kandidatexamen vid Uppsala universitet 1970.

## Politisk karriär
Efter tingstjänstgöring 1970–1972 tjänstgjorde hon som domare; hon blev hovrättsfiskal i Svea hovrätt 1974 och var tillförordnat hyresråd i Västerås 1974–1975. Hon arbetade också vid riksdagens upplysningstjänst 1975–1976. Under tolv år arbetade Freivalds vid Konsumentverket där hon blev byrådirektör 1976, utnämndes till byråchef 1979 samt var generaldirektör och konsumentombudsman 1983–1988.

### Justitieminister 1988–1991
Hösten 1988 utsågs Freivalds till justitieminister i Ingvar Carlssons regering.
Under den borgerliga regeringstiden 1991–1994 arbetade hon vid advokatbyrån Baker & McKenzie.

### Justitieminister 1994–2000
År 1994 blev Freivalds åter justitieminister i den nya socialdemokratiska regeringen.
Hon avgick som justitieminister den 21 september 2000 efter sammanlagt nio år på posten. Orsaken var hennes köp av en allmännyttig hyreslägenhet på Kungsholmen som rönte stor uppmärksamhet i pressen och kritiserades hårt eftersom partikamrater varit med och röstat fram regler som motverkade hyresgästers möjligheter att köpa sina lägenheter och uttalat sig mot ombildning av hyresrätter. Efter avhoppet utsågs hon till förbundsdirektör i Svensk Scenkonst, arbetsgivareföreningen för musik, dans och teater.

### Utrikesminister 2003–2006
Den 3 oktober 2003 utsågs Freivalds till ny utrikesminister i Göran Perssons regering, efter mordet på utrikesminister Anna Lindh.
Efter tsunamikatastrofen i Indiska oceanen julen 2004 fick Freivalds kritik av konstitutionsutskottet för att Utrikesdepartementet inte hade kapacitet för att hantera en katastrof av den omfattningen. Utskottet menade att Freivalds var ansvarig för att krishanteringen kom igång långsamt och att samordningen med andra departement fungerade dåligt.
Freivalds avgick den 21 mars 2006 från posten som utrikesminister, efter mer än ett års kraftig kritik rörande hanteringen av tsunamikatastrofen och senare kritik rörande hennes roll i stängningen av Sverigedemokraternas webbsidor. Hon gav själv följande kommentar till sitt beslut: ”Det har blivit omöjligt för mig att bedriva ett seriöst arbete.” Freivalds är den första minister i Sverige som två gånger har avgått under skandalartade omständigheter.

## Familj
Laila Freivalds var gift första gången 1973–1984 med kanslichefen Bo Månsson och andra gången från 1985 med byggnadsingenjören Johan Hedström (1939–2013) och har en politiskt aktiv dotter, Letti Freivalds.